# Ivan Milutinović
Ivan Milutinović (en cyrillique : Иван Милутиновић ; né le 27 septembre 1901 à Stijena Piperska près de Podgorica — mort le 23 octobre 1944 à Višnjica près de Belgrade) était un militant communiste et révolutionnaire yougoslave. En 1923, il devint membre du  Parti communiste de Yougoslavie, ce qui lui valut d'être plusieurs fois arrêté et condamné. En 1939, il devient membre du Comité central du Parti communiste de Yougoslavie. Membre de la direction des Partisans durant la Seconde Guerre mondiale, il participe pendant l'été 1941 à l'insurrection contre les Italiens au Monténégro occupé. Durant ce soulèvement, il représente la ligne dure, partisane d'une répression impitoyable contre les « koulaks » et les « ennemis de classe » ; en novembre, il remplace Milovan Djilas, rappelé en Serbie par Tito, à la tête des Partisans locaux. Les massacres commis par les communistes au Monténégro « attribués plus tard, sous le régime de Tito, à une « déviation gauchiste » » ont pour conséquence de retourner contre eux une partie de la population, et à gonfler les rangs de leurs adversaires Tchetniks. Les Partisans sont ensuite, pour l'essentiel, chassés du Monténégro, où ils ne peuvent remettre pied que l'année suivante.
En novembre 1943, Milutinović devient membre du Comité national de libération de la Yougoslavie, le gouvernement provisoire proclamé par les Partisans, où il détient le portefeuille de l'économie. Il est tué en octobre 1944 lorsque le bateau qui le transporte vers Belgrade heurte une mine dans le Danube. Il a été décoré à titre posthume de l'Ordre du Héros national le 6 juillet 1945.